# Simon Mukun
Simon Kamama Mukun, né le 5 août 1984, est un athlète kényan spécialiste des courses de fond.

## Biographie
Le 25 octobre 2009, Simon Mukun termine 4e du marathon de Nairobi en 2 h 11 min 39 s.
Le 24 octobre 2010, il remporte le marathon de Venise en 2 h 9 min 35 s.
Le 23 octobre 2011, il est devancé par l'Éthiopien Tadese Aredo et termine 2e du marathon de Venise en 2 h 9 min 19 s. Il établit cependant, à cette occasion, son meilleur temps sur 42,195 km.
Le 4 mai 2014, Simon Mukun remporte le marathon de Genève en 2 h 11 min 0 s et établit le record de l'épreuve.

## Palmarès
| Année | Compétition         | Lieu    | Place | Épreuve  |
| ----- | ------------------- | ------- | ----- | -------- |
| 2009  | Marathon de Nairobi | Nairobi | 4e    | Marathon |
| 2010  | Marathon de Venise  | Venise  | 1er   | Marathon |
| 2011  | Marathon de Rome    | Rome    | 5e    | Marathon |
| 2011  | Marathon de Venise  | Venise  | 2e    | Marathon |
| 2014  | Marathon de Genève  | Genève  | 1er   | Marathon |

## Records
| Épreuve  | Performance    | Date            | Lieu   |
| -------- | -------------- | --------------- | ------ |
| Marathon | 2 h 9 min 19 s | 23 octobre 2011 | Venise |